# 哈蜜涡螺
哈蜜涡螺（学名：Fulgoraria hamillei），是新腹足目涡螺科闪电涡螺属的一种。主要分布于韩国、台湾，常栖息在浅海沙底。